# Низькорамний трал
Низькорамний трал, або трайлер —  багатовісний колісний причіп або напівпричіп особливої конструкції, призначений для перевезення автомобільними шляхами (як правило, магістралями) важких і великогабаритних неподільних вантажів. Використовується для транспортування спеціальної та військової техніки, зберігаючи її моторесурс і ходову частину, істотно скорочуючи терміни її переміщення на значні відстані і оберігаючи від ушкоджень дорожнє покриття.
Залізничним аналогом трейлера є вагон-транспортер.

## Конструкція

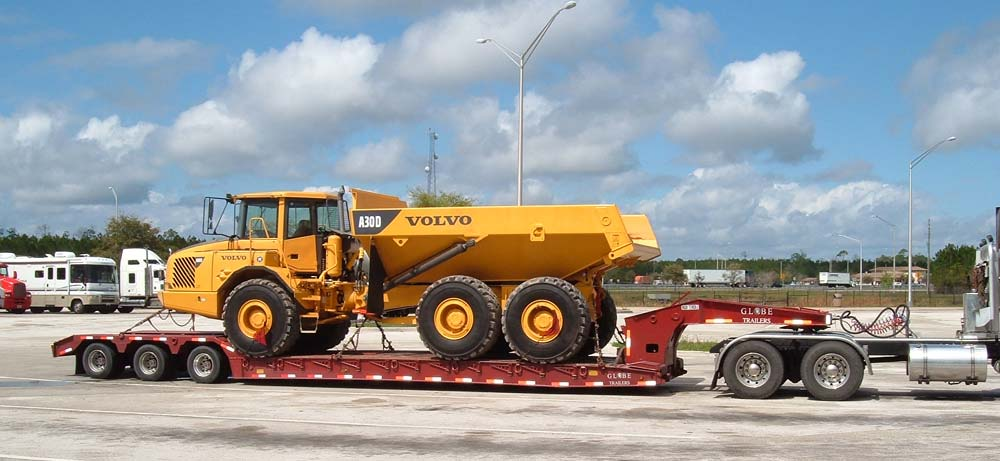
Типова конфігурація низькорамного трала з негабаритним вантажем

Конструкція тралів, обумовлена специфікою їх застосування, істотно відрізняється від конструкцій причепів більшості інших типів.
Для забезпечення мінімального питомого тиску на дорожнє покриття трали мають велику кількість осей (зазвичай 3-6) і велику кількість коліс на кожній з них (6-8). Рама (шасі) трала розташована низько над поверхнею землі і має ступінчасту форму, на ній розміщується безбортова вантажна платформа з металевим настилом. Для закріплення вантажу на платформі використовуються спеціальні пристосування — бічні регульовані упори, гаки, розтяжки і ланцюги. З метою полегшення вантажно-розвантажувальних робіт деякі трали оснащуються додатковим обладнанням — відкидними містками-трапами, тяговими лебідками тощо, а конструкція окремих з них дозволяє за допомогою гідравлічних приводів опускати на землю всю платформу або один з її кінців.

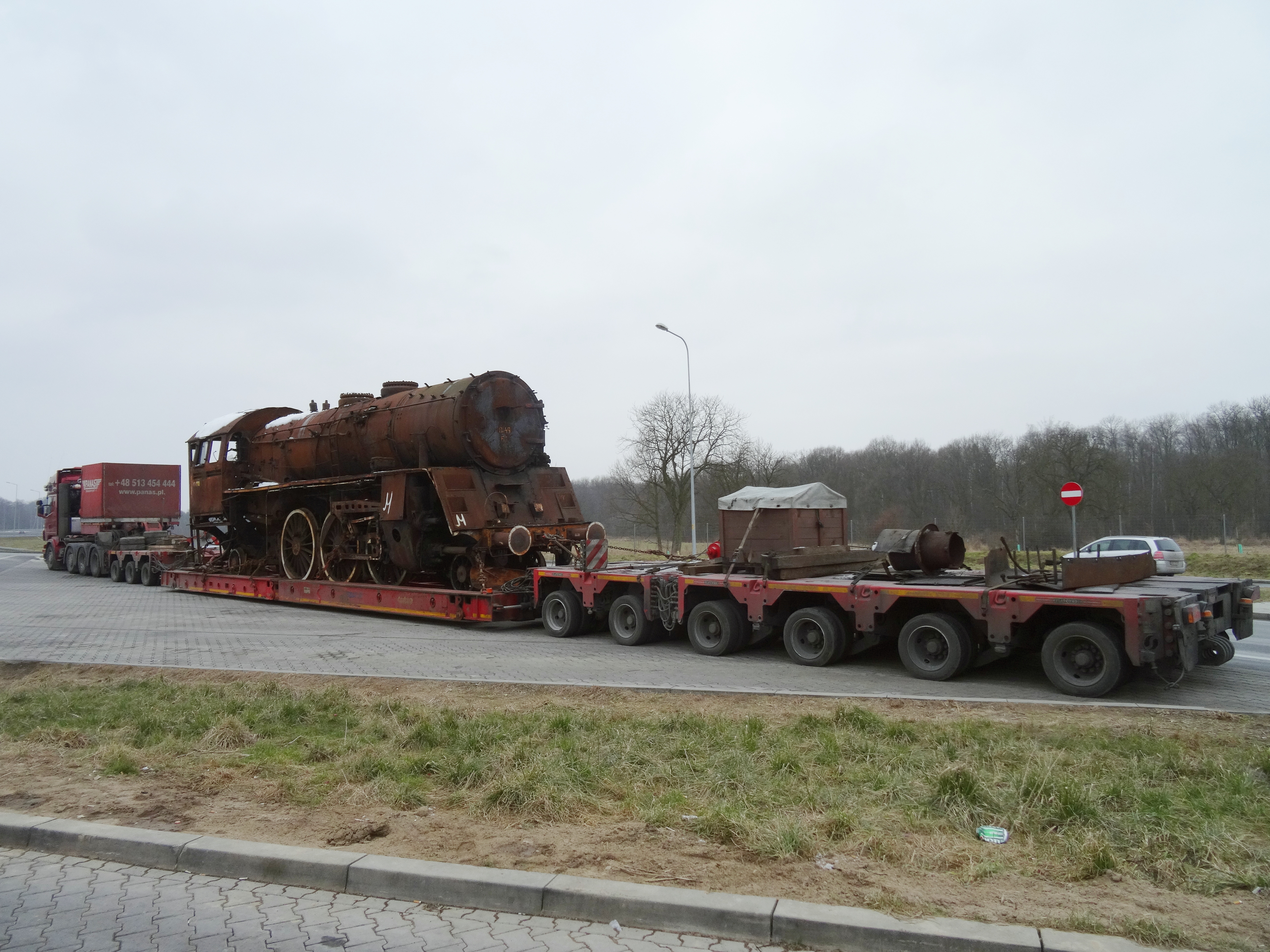
Паровоз на надважкому тралі

Довжина тралів зазвичай досягає 10-12 метрів. Найпоширеніші трали вантажопідйомністю 20-60 т при власній масі 8-14 т і кількості осей, що дорівнює 2-3. Рідше застосовуються великовантажні трали масою до 30 т і вантажопідйомністю 80-90 т. В окремих випадках для перевезення особливо великовагових і великих вантажів (трансформаторів великої потужності, деталей генераторів, турбін гідроелектростанцій тощо) використовуються трали вантажопідйомністю 100 т і більше. Максимальна швидкість пересування, на яку розраховані сучасні трали, становить 45-50 км/год.
Трали тягнуть потужні тягачі (або, в разі особливо важких вантажів, кілька тягачів, об'єднаних в автопоїзд).

## Класифікція
Найпоширеніші класифікації низькорамних тралів:
- за вантажопідйомністю:
  - легкі (вантажопідйомність до 20-25 тонн);
  - середні (вантажопідйомність від 20-25 до 40-45 тонн);
  - важкі (вантажопідйомність від 45 до 100-110 тонн).
  - надважкі модулі, платформами (вантажопідйомність понад 100-110 тонн). Використовуються для транспортування неподільних спецвантажів (кораблі, космічні ракети, будівлі тощо).
- за висотою вантажного майданчика (висота завантаження):
  - високорамні (вантажна висота понад 1000 мм);
  - низькорамні (вантажна висота близько 850-950 мм);
  - зі зниженою вантажною платформою (вантажна висота близько 400-700 мм).
- за типом підвіски:
  - пневмо, ресорно-балансувальна (застосовується і на низькорамних, і на високорамних ваговозах);
  - пневматична (в основному застосовується на низькорамних ваговозах і ваговозах зі зниженою вантажною платформою);
  - гідравлічна (застосовується рідко, в основному на надважких причепах-ваговоза-модулях);
  - балансувальна (жорстка безресорна, застосовується рідко, на високорамних ваговозах).
- за кількістю осей: (1-, 2-, 3-, 4-, 5-вісні і т. д.). На високорамних напівпричепах-ваговозах застосовують, як правило, 2 або 3, рідше 4 осі. На низькорамних — від 2 до 7, іноді до 8.